# گورنوشته

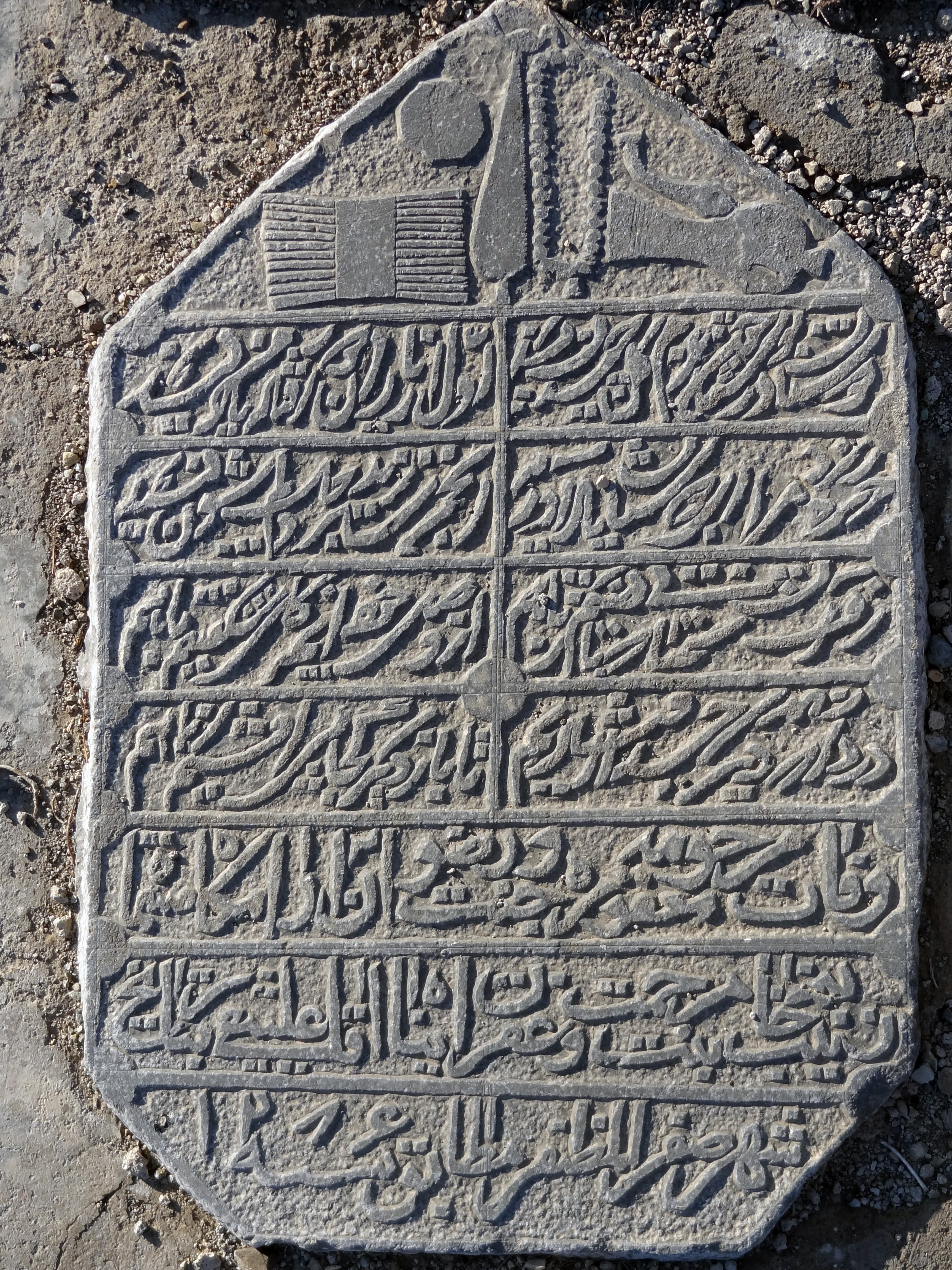
یک گورنوشته تاریخی در یک گورستان قدیمی، نزدیکی روستای ابرجس

گورنوشته، واژه‌ها یا جملات یا اشعار ستایش آمیزی است که بر روی سنگ قبر حک می‌شود. منظور از حک این نوشته‌ها یادآوری مشخصات فرد درگذشته و ادای احترام به او است.
به گورنوشته، کتیبه قبر، قبرنامه، سنگ‌نوشته مزار، سنگ قبر گلستان، کتیبه روی گور یا گورنگاشت هم می‌گویند.
در بسیاری از جوامع بر روی سنگ‌های مزار گلستان بخشی از متون دینی نیز حک می‌شود. گاه فرد درگذشته پیش از مرگ، خود جملاتی را که می‌خواهد بر روی قبرش نگاشته شود آماده می‌کند و ازجمله شاعران شعرهایی را برای سنگ مزار خود می‌سرایند.

## نگارخانه

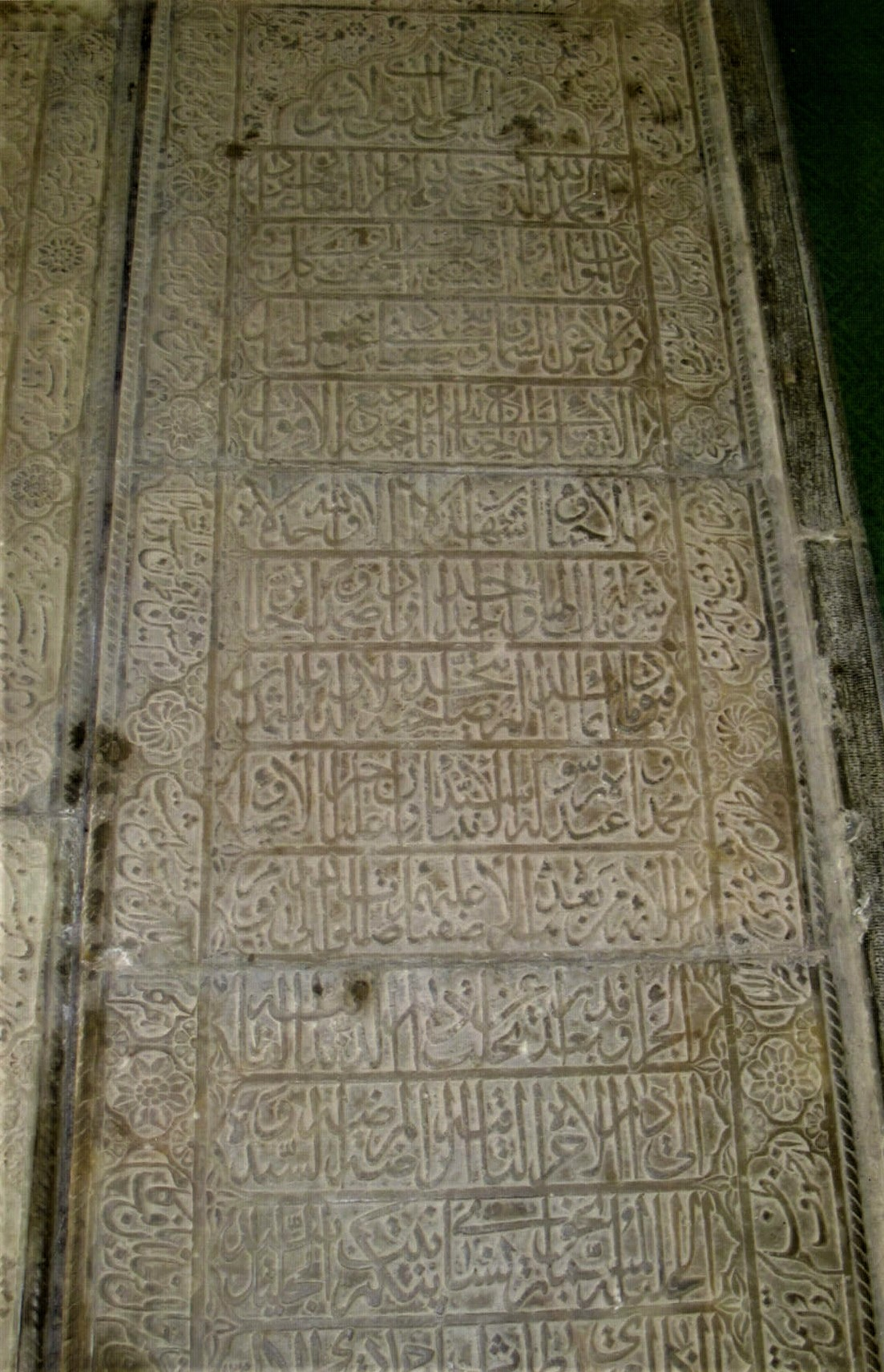
سنگ لوح محمدرحیم  شیخ الاسلام ، فوت ۱۲۱۲ ه‍.ش (۱۲۴۹ ه‍.ق)- سنگ نوشته شامل: اشعار در حاشیه سنگ در مورد میرزا رحیم، آیات قران و تمجید از میرزا رحیم، نام  شاعر و حجار (خوشنویس) سنگ
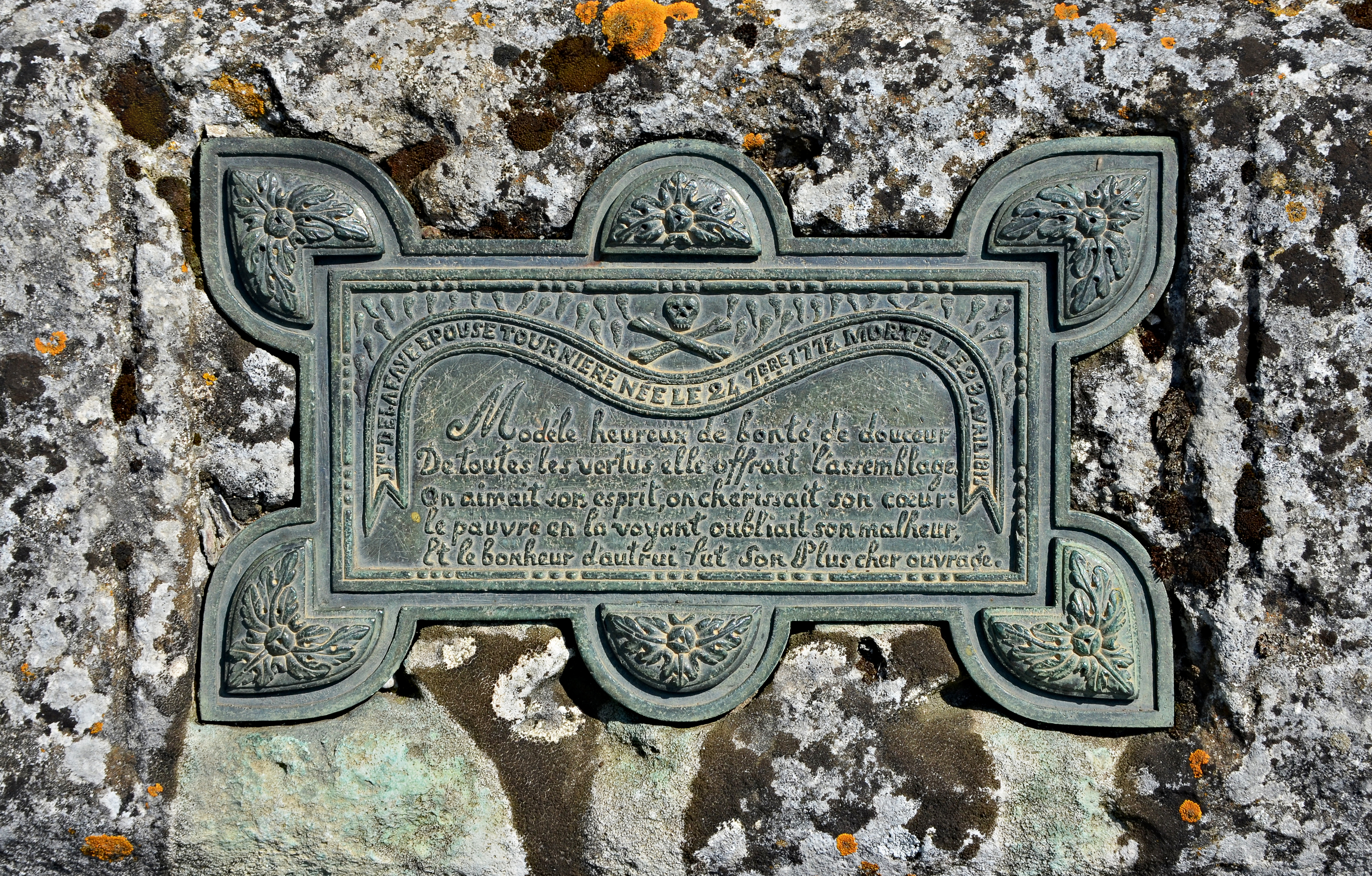
سنگ‌نوشته یک مزار مربوط به قرن نوزدهم در گورستان شرانت در فرانسه
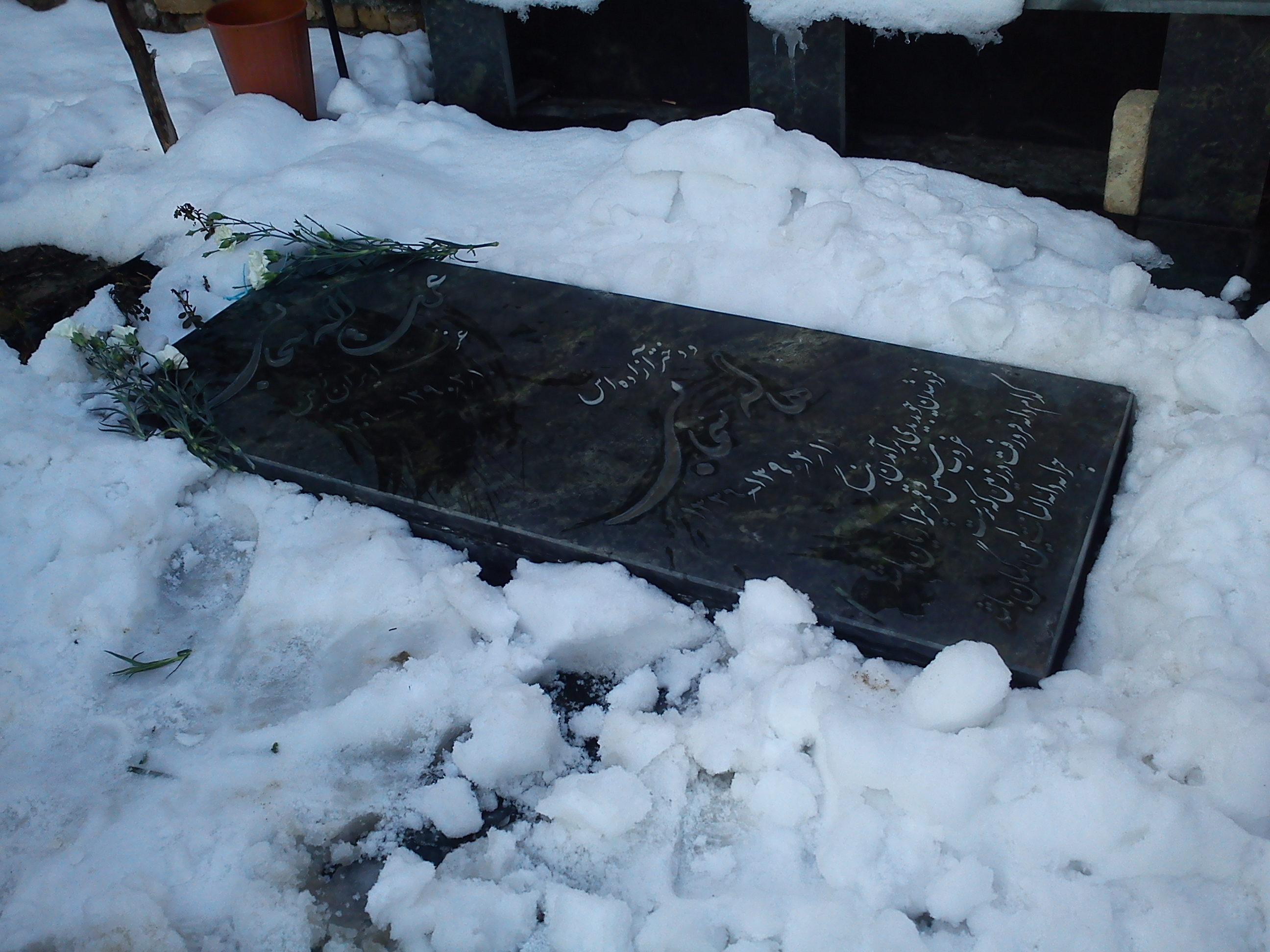
یک گورنبشته: عزت‌الله سحابی، عزت ایران زمین و دختر آزاده‌اش هاله